# Julius Wilhelm von Strube
Julius Wilhelm von Strube (* 7. November 1774 in Ehrenburg; † 17. November 1834 in Hameln) war Herr auf Behrensen (Ortsteil von Coppenbrügge), Oberst der königlich hannoverische Armee und ab 27. März 1814 erster Kommandeur des Hamelner Landwehr–Bataillons. 

## Herkunft
Die Familie wurde am 15. Juni 1793 in den Adelstand erhoben, die kurhannoverische Anerkennung erfolge am 27. April 1807. Seine Eltern waren der Georg Philipp von Strube und dessen Ehefrau Sophie von Roden († 5. April 1795). Sein Vater war kurbraunschweig-lüneburgischer Amtmann in Ehrenburg. Die Familie ist im Mannesstamm mit dem Landschaftsrat Alexander von Strube am 30. April 1914 erloschen.

## Leben
Er kam am 1. Oktober 1790 als Kadett in das 7. Kavallerie-Regiment. Dort kam er in die Kompanie des Generalmajors von Malortie. Schon 1793 wurde er im Ersten Koalitionskrieg eingesetzt. Er konnte sich in Brabant auszeichnen und wurde am 28. Februar 1794 zum Kornett ernannt. Am 12. November 1801 erbte er das Gut Behrensen bei Hameln (erst 1932 verkaufte die Familie das Gut). Im Jahr 1803 wurde Kurhannover von französischen Truppen besetzt und die kurhannoveranische Armee mit der Konvention von Artlenburg am 16. Juli 1803 aufgelöst. Strube zog sich daraufhin auf sein Gut zurück. Er wollte sich wohl der King’s German Legion anschließen, dort wurde er auch ab dem 21. Januar 1806 als Kornett im 2. Dragoner-Regiment geführt, aber schon am 15. Februar 1806 wurde der Vertrag wieder aufgehoben und er blieb vermutlich auf seinem Gut.

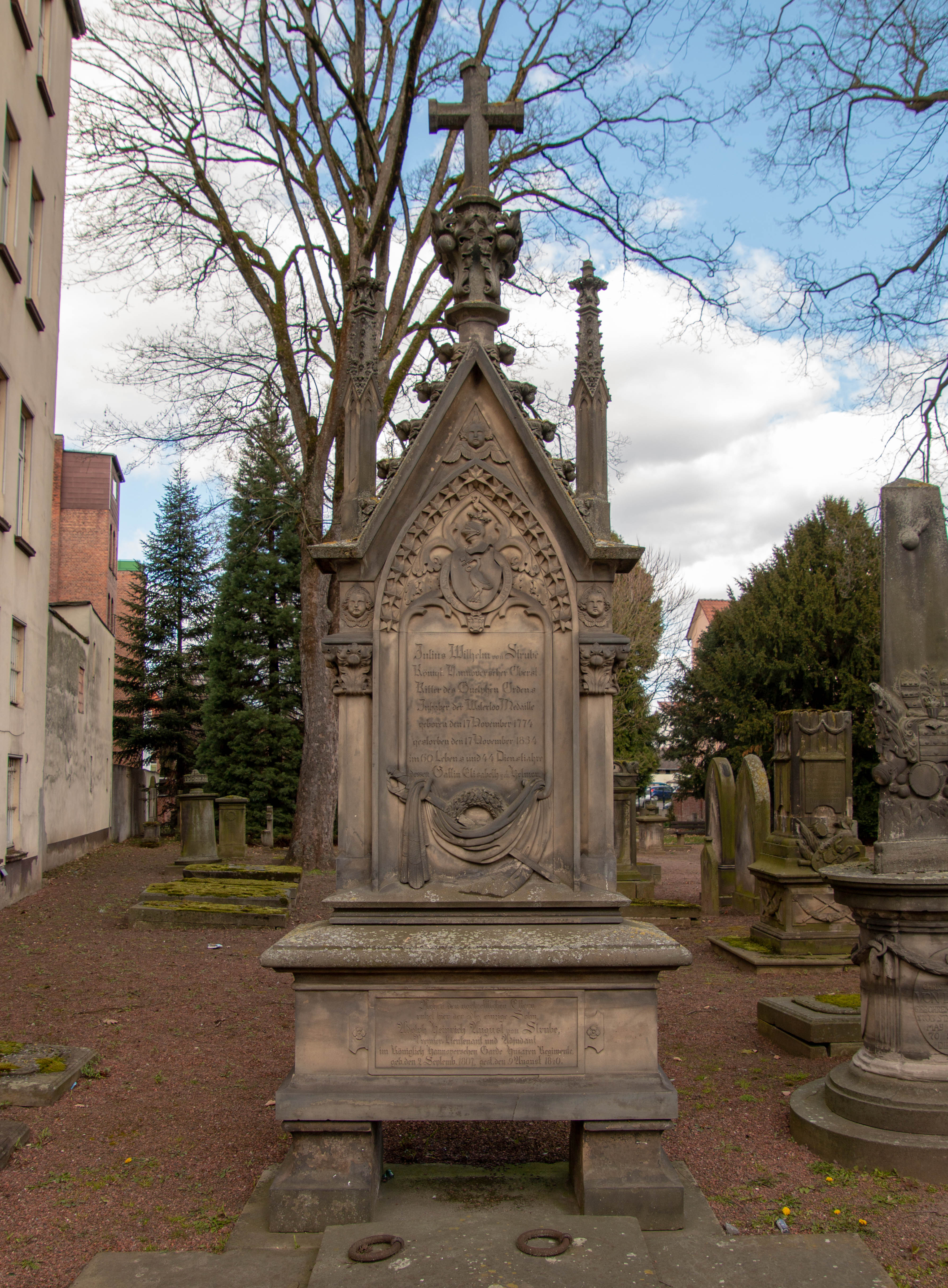
Grabmal Strubes auf dem Garnisonfriedhof Hameln

Nachdem aber die Befreiungskriege 1814 auch Kurhannover erreicht hatten, meldete sich Strube freiwillig. So kam er am 6. Januar 1814 als ältester Hauptmann in das Hamelner Landwehr-Bataillon des 4. Hannoverschen Infanterie-Regiments Nr. 164, zu dessen Kommandanten er am 27. März 1814 ernannt wurde. Am 12. Juli 1814 wurde das Bataillon nach Brabant verlegt und kam nach Antwerpen in Garnison. 
Er wurde am 7. Februar 1815 zum Major befördert und kämpfte auch mit dem Bataillon in der Schlacht bei Waterloo, wo er verwundet wurde. Das Bataillon war Teil des 5. Hannoveranischen Brigade unter Oberst von Vincke, diese wiederum war Teil von Pictons 5. Infanterie-Division.
Dafür erhielt er am 18. Juni 1815 das Ritterkreuz des Guelphen-Ordens und die hannoverschen Waterloomedaille. Nach dem zweiten Frieden von Paris kehrte das Bataillon am 25. Januar 1816 nach Hameln zurück. Er wurde 1821 als Oberstleutnant in das 4. Infanterie-Regiment nach Celle versetzt, von den Offizieren des Bataillons erhielt er einen silbernen Ehrenpokal als Andenken. Aber schon im Jahr darauf kam er zum 2. Infanterie-Regiment nach Calenberg. Im Jahr 1833 wurde die Armee verkleinert und Strube erhielt seinen Abschied mit dem Charakter als Oberst und erhöhter Pension.
Er erlitt an seinem Geburtstag einen Schlaganfall und starb wenig später. Nach seinem Tod wurde er auf dem Garnisonfriedhof in Hameln beigesetzt.

## Familie
Er heiratete am 19. Januar 1800 in Nienburg Elisabeth Wilhelmine Amalie Helmer (* 16. Januar 1778; † 2. Mai 1841), die Tochter des Pastors Heinrich Adolf Helmer und der Friederike Christiane Köhler. Das Paar hatte zwei Kinder:
- Julie (* 29. November 1803; † 4. Dezember 1873) ⚭ 4. November 1823 Christian Ludwig von Ompteda (* 1798; † 1882)
- Adolf Heinrich August (* 2. September 1807; † 9. August 1840)[4] ⚭ 26. Juli 1836 Friedericke Karoline Luise von der Schulenburg (* 11. Dezember 1817; † 13. Juni 1880)[5]